# Turégano
Turégano es un municipio y localidad española de la provincia de Segovia, en la comunidad autónoma de Castilla y León. Tiene cuatro pedanías: La Cuesta con sus barrios Aldeasaz, Berrocal y Carrascal. Cuenta con una población de 1017 habitantes (INE 2024) y se encuentra en la comarca de La Campiña, en los valles de los ríos Pirón y Cega.

## Toponimia
La primera referencia escrita a Turégano corresponde a un documento de 1116 en el que se menciona Torodano. En unos privilegios reales, que datan de 1135, se denomina Toroda; también ha sido nombrado en otros documentos como Torodam y Torodanum. En dos bulas, que datan de 1232, aparece como Toroganum (acusativo de Toroga). Así ha ido evolucionando hasta el actual Turégano.

## Geografía

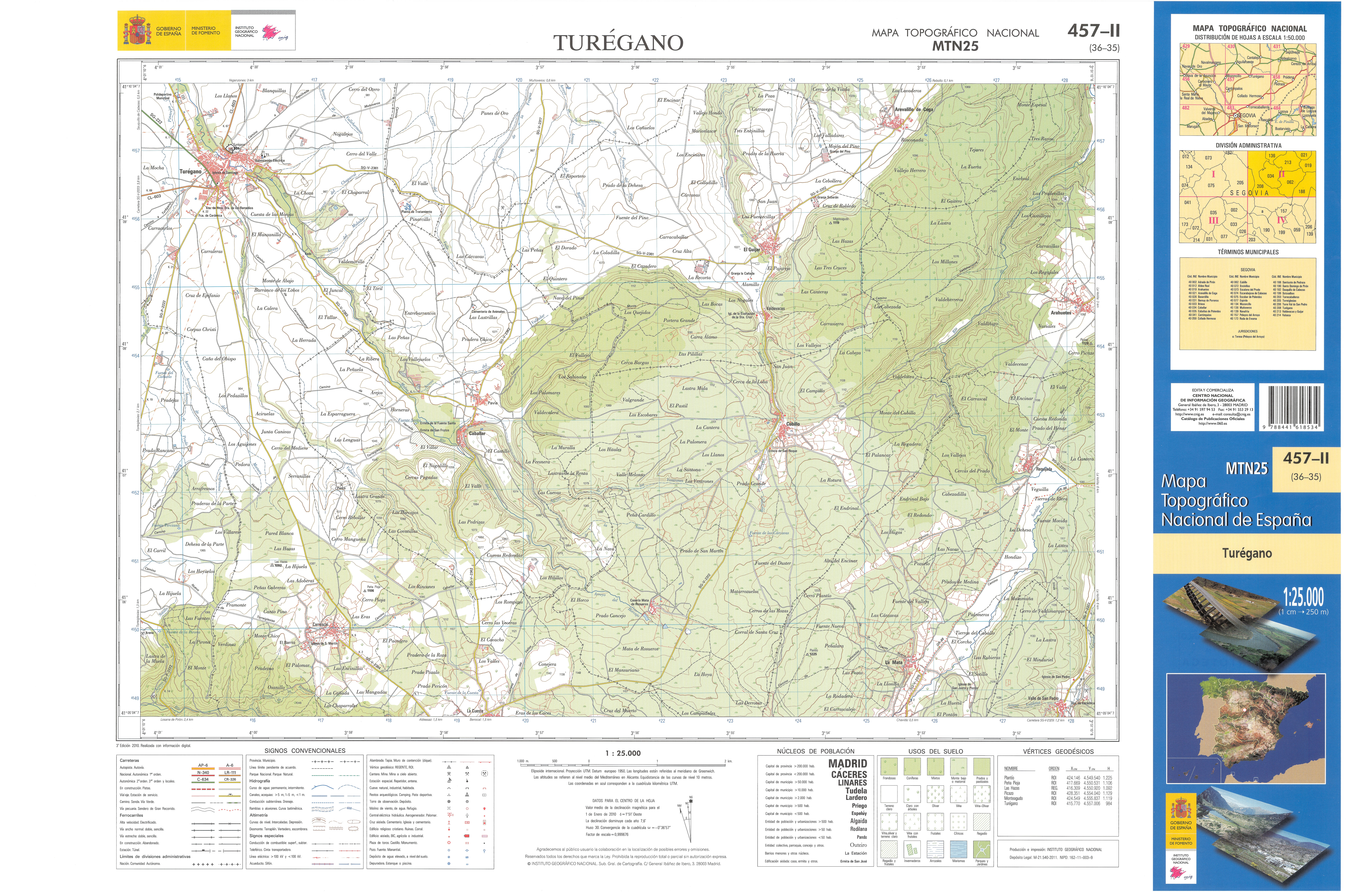
Fragmento de la hoja 457 del Mapa Topográfico Nacional de España de 2010 en el que se representa parte de Turégano

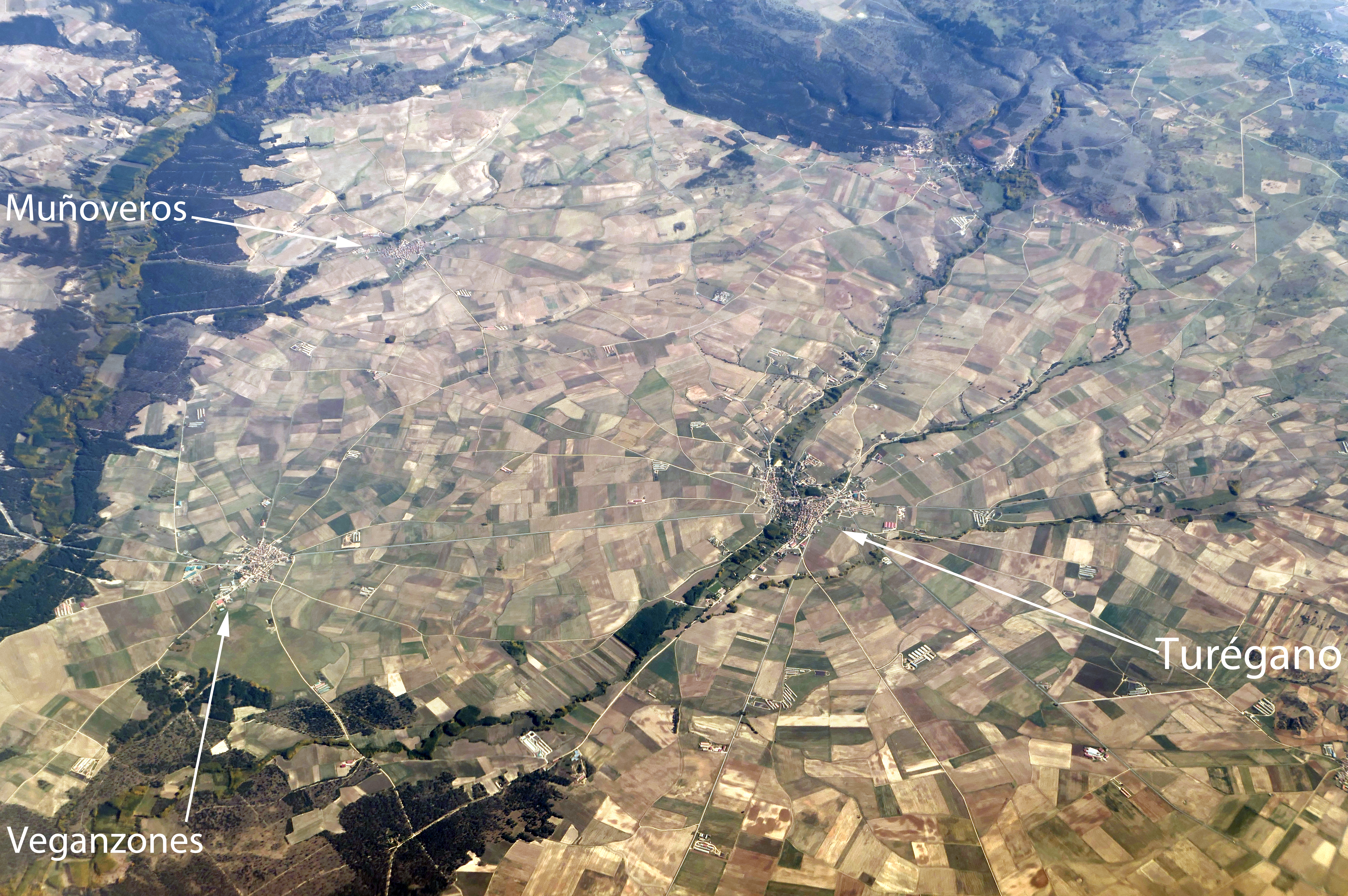
Vista aérea

Por su pedanía Carrascal de la Cuesta trascurre el Camino de San Frutos, en la segunda etapa de su itinerario por Caballar.
| Noroeste: Sauquillo de Cabezas             | Norte: Lastras de Cuéllar                                 | Noreste: Veganzones                               |
| Oeste: Sauquillo de Cabezas, Torreiglesias |                                                           | Este: Muñoveros, Caballar, Cubillo                |
| Suroeste: Torreiglesias                    | Sur: enclave de Tenzuela (Pelayos del Arroyo), Sotosalbos | Sureste: Pelayos del Arroyo, Santiuste de Pedraza |

En el término municipal se encuentran las localidades de: 
- La Cuesta, municipio independiente hasta 1972;[5][6]
- Aldeasaz de La Cuesta pedanía de La Cuesta hasta 1972;
- Berrocal de La Cuesta pedanía de La Cuesta hasta 1972;
- Carrascal de La Cuesta pedanía de La Cuesta hasta 1972;
- Turégano (capital del municipio).

En el antiguo término de La Cuesta y próximos a Berrocal se sitúan también los despoblados de Las Navas y Caserones, quizá siendo el mismo.

## Historia
Desde el punto de vista historiográfico existen un largo debate acerca del origen municipio. Por un lado las fuentes documentales y escritas sostienen, desde la publicación en el siglo XVII de la obra de Diego de Colmenares, la existencia de un castro prerromano, de origen arévaco, fechado en la Segunda Edad del Hierro. Por otro lado, la ausencia de elementos arqueológicos que, a día de hoy, avalen dicha interpretación.
Existe constancia de la llegada de los romanos a la comarca y de la ocupación musulmana en el siglo VIII.

### Edad Media
En 1123 Urraca de Castilla dona la villa y el señorío de Turégano a Pedro de Agén, de origen francés, primer obispo de la restaurada diócesis de Segovia. En lo sucesivo, durante ocho siglos, el prelado de Segovia será el señor feudal de esta población, que en diversas ocasiones recibió privilegios reales.
Al ser el obispo de Turégano miembro del Consejo Real de Castilla, la villa fue entre 1425 y 1442, durante seis meses al año, sede de la Cancillería y Audiencia del reino. También fue residencia temporal de los monarcas castellanos y acogió a las Cortes, en especial en los siglos XIV y XV.
En 1440 se celebró el primer sínodo diocesano de Turégano a instancias de obispo de Segovia y señor de la villa, el dominico Lope de Barrientos. Este fue un personaje influyente en las cortes Juan II, del que fue confesor, y de Enrique IV, al que sirvió como preceptor. También el obispo Juan Arias Dávila promovió aquí los sínodos diocesanos de 1473 y 1483.
En esta villa tuvo lugar, en 1428, la reconciliación entre el rey de Castilla, Juan II, y su condestable, don Álvaro de Luna, lo que dio lugar a espléndidas fiestas. Cuando este fue ajusticiado por orden del rey, el obispo de Segovia y señor de Turégano ocupó su lugar en la corte.
A la muerte de Juan II, en 1454, fray Lope de Barrientos, obispo de Segovia y señor de Turégano, junto con fray Gonzalo de Illescas, actuó como regente de Castilla.
El obispo Juan Arias Dávila, protonotario y miembro del Consejo Real de Enrique IV, tomó partido en el conflicto dinástico entre Juana la Beltraneja e Isabel la Católica por esta última. Su esposo Fernando de Aragón se alojó en Turégano de varias ocasiones, la última en 1474 cuando se dirigía a Segovia para asistir a la coronación de su esposa en la iglesia de San Miguel.
Durante los siglos XV y XVI las ferias de santa Catalina, celebradas en la Plaza Mayor, tuvieron gran actividad, en particular ganadera, con repercusión en toda Castilla.

### Edad Moderna
En la sublevación de los Comuneros de Castilla, Turégano se mantuvo al margen a instancias del obispo Diego de Rivera, que dio instrucciones en este sentido al alcaide del castillo Gonzalo Copete.
En el siglo XVI el castillo se convirtió en prisión real y por este motivo aquí fue encarcelado, en 1586, Antonio Pérez, secretario de Felipe II, tras su caída en desgracia por traición al monarca. En un primer momento, recibió un trato deferente y se le permitió la compañía de su familia y la atención de sus criados, pero tras un frustrado intento de fuga, fue incomunicado en una mazmorra, con acceso desde la iglesia del castillo, que todavía se conserva.

### Edad Contemporánea

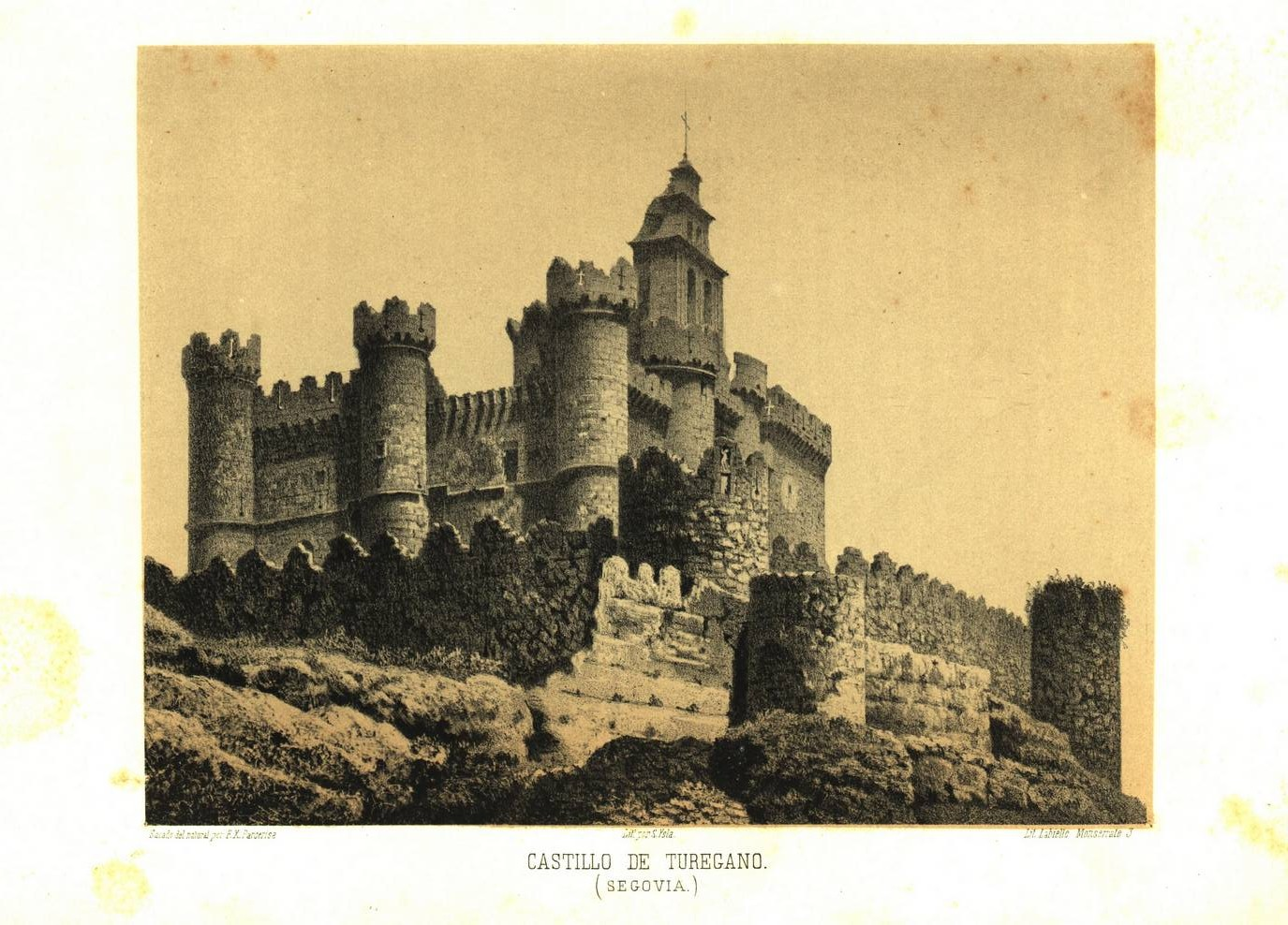
Castillo de Turégano en 1865. Litografía a partir de dibujo del natural de F.J. Parcerisa

En el siglo XIX la población sufrió importantes daños, primero, en la Guerra de la Independencia y, más adelante, en la Primera Guerra Carlista.
Con la desamortización de los bienes de la Iglesia, la villa dejó de ser un señorío del obispo de Segovia y alcanzó el rango de municipio.

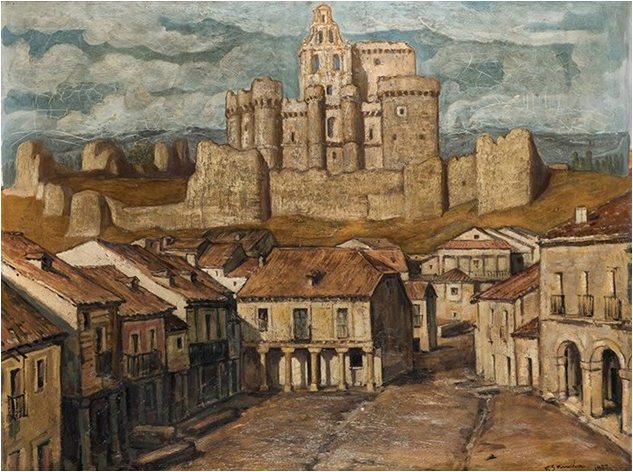
Plaza Mayor por Francisco Sancha (1922)

El 24 de septiembre de 1965 un pavoroso incendio originado accidentalmente en una fragua y avivado por un fuerte viento destruyó un centenar de viviendas y edificios, dejando sin hogar a unas 60 familias.
Camilo José Cela en su libro Judíos, moros y cristianos narra un viaje que realiza por tierras de Segovia y Ávila, entre 1946 y 1952. Uno de los lugares por los que pasa es Turégano:

Los habitantes de Turégano según las últimas cuentas, llegan al millar y medio. Como Pedraza y como tantos y tantos pueblos castellanos viejos, Turégano ya fue más de lo que hoy llega a ser... el vagabundo caminando por Turégano se siente soldado en el Altozano y menestral en La Bobadilla. Por el aire de Turégano, pegado aún a la fantasmal silueta de su castillo, todavía el obispo Arias Dávila ahorca en el torreón a los correos de la Beltraneja, mientras los cincuenta ballesteros, libres de todo pecho, de la villa, asisten, dejando los hierros de matar en la sacristía a los funerales por el alma del rey Don Pedro.

El castillo de Turégano, medio iglesia con las obras del obispo Dávila, sirvió de prisión, de dura prisión a Antonio Pérez, y en él se reunió, echando años atrás, D. Juan II con su amigo Luna, el hombre al que, por entonces, no podía recibir en la corte.

Turégano es pueblo de vega. Su término municipal lo atraviesan los arroyos Valseco y de las Mulas, que vienen disimulando desde Caballar, el pueblo de las tres fuentes, la Santa, la Fresneda y la Redonda, y donde también hay otra, el Cagalar, que, como su nombre indica, es purgante. La vega de Turégano cría hortalizas y frutas. El campo de Turégano, ya en el secano, ve granar el cereal, verdear el garbanzo y crecer el pino. El vagabundo en la plaza Mayor, con el castillo al fondo dedica un recuerdo a D. Pepe Solana, el hombre que pintó un cuadro sobrecogedor y carpetovetónico  -capea en Turégano- hoy en los Estados Unidos. Turégano también sirvió de modelo para los pintores Zuloaga y Zubiaurre

## Demografía
Cuenta con una población de 1017 habitantes (INE 2024).
| Gráfica de evolución demográfica de Turégano entre 1828 y 2021 |
| |
| Población según el Diccionario geográfico-estadístico de España y Portugal de Sebastián Miñano. Población de derecho según los censos de población del INE. Población de hecho según los censos de población del INE.En 1981 crece el término del municipio porque incorpora a La Cuesta. |

## Administración y política
| Periodo   | Nombre                      | Partido   |
| --------- | --------------------------- | --------- |
| 1979-1983 | Agapito Torrego Cuerdo      | UCD       |
| 1983-1987 | Pedro Manrique Hernando     | AP-PDP-UL |
| 1987-1991 | Pedro Velasco Huerta        | AP        |
| 1991-1995 | Pedro Velasco Huerta        | PP        |
| 1995-1999 | Pedro Velasco Huerta        | PP        |
| 1999-2003 | Pedro Velasco Huerta        | PP        |

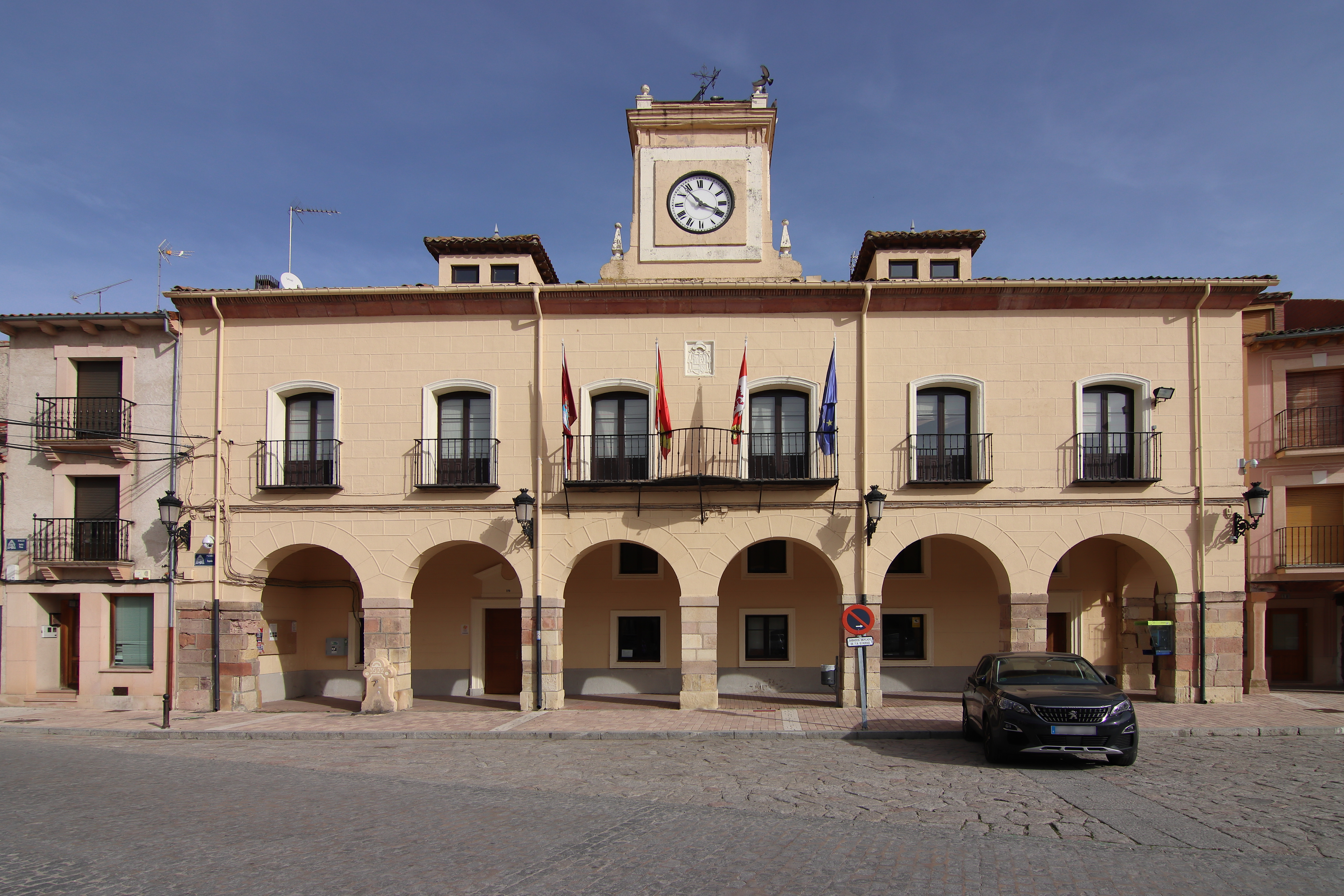
Casa consistorial

| 2003-2007 | Jesús Santiago Bravo Solana | PSOE      |
| 2007-2011 | Juan Montes Sacristán       | PP        |
| 2011-2015 | Juan Montes Sacristán       | PP        |
| 2015-2019 | Juan Montes Sacristán       | PP        |
| 2019-2023 | Juan Montes Sacristán       | PP        |
| 2023-act. | Juan Montes Sacristán       | PP        |

## Cultura

### Patrimonio

#### Castillo

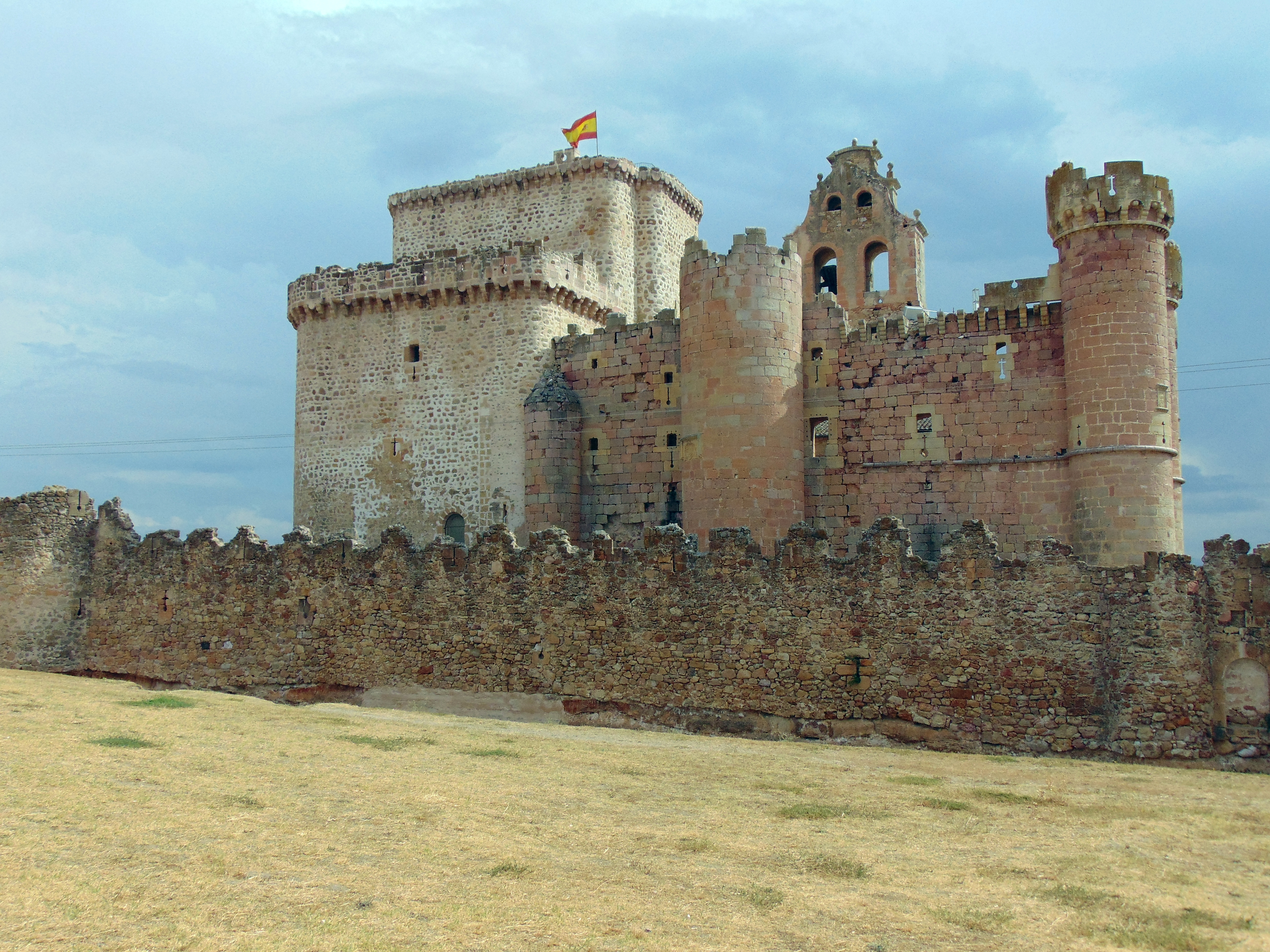
Castillo desde el oeste

Su mayor atractivo es su castillo, símbolo del pueblo, de orígenes supuestamente celtibéricos, según algunos autores antiguos. Fue declarado Conjunto Histórico-Artístico en 1931. En este castillo estuvo preso en 1585 Antonio Pérez, secretario del rey Felipe II. Antonio Pérez planeó su fuga y sus partidarios se establecieron en el cercano pueblo de Muñoveros. Consiguieron entrar en el castillo los asaltantes pero la astucia de los alguaciles les convenció para que desistieran de su intento. Una singularidad de este castillo es que integrada en su construcción se encuentra la iglesia de San Miguel.

#### Iglesia de Santiago

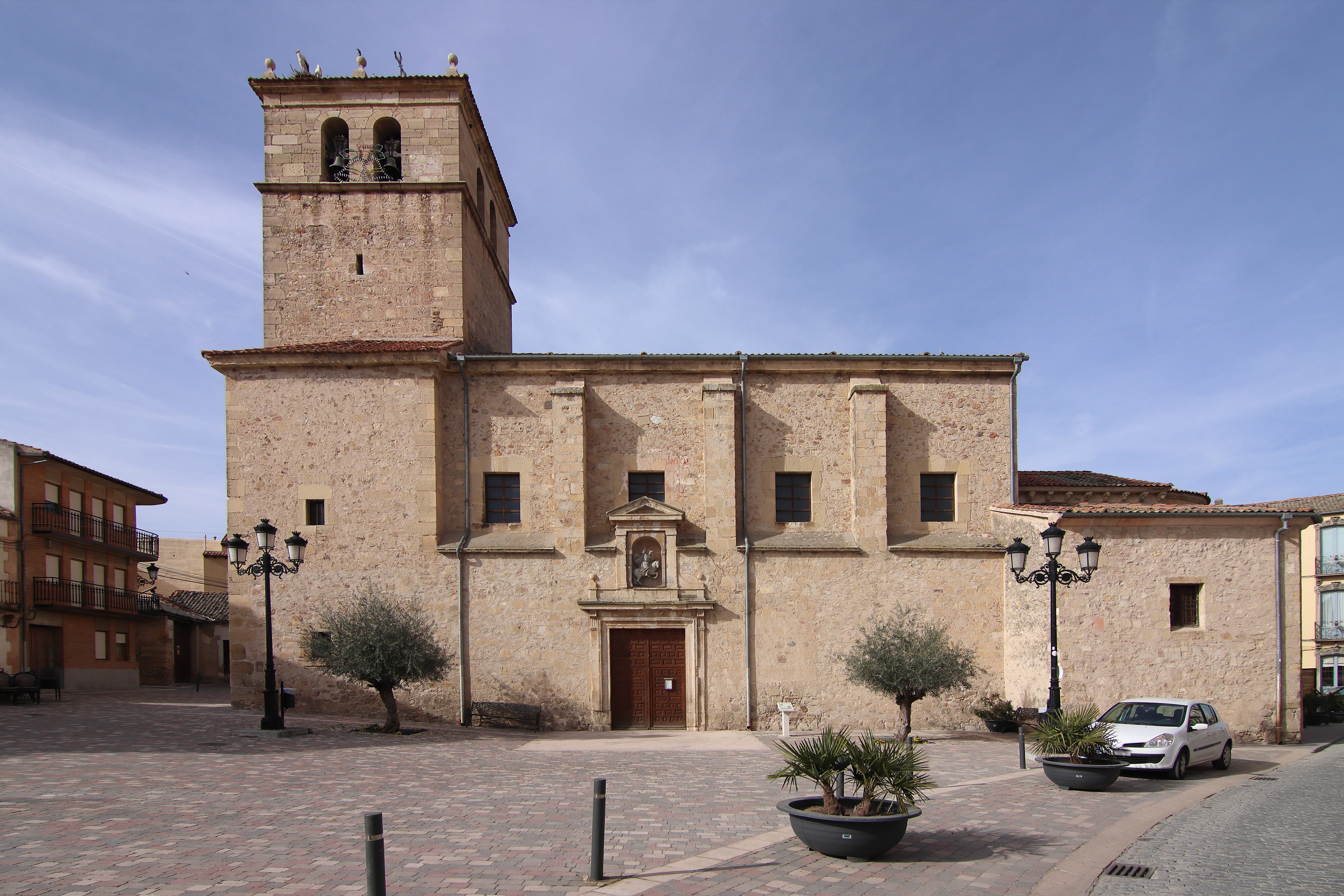
Iglesia de Santiago

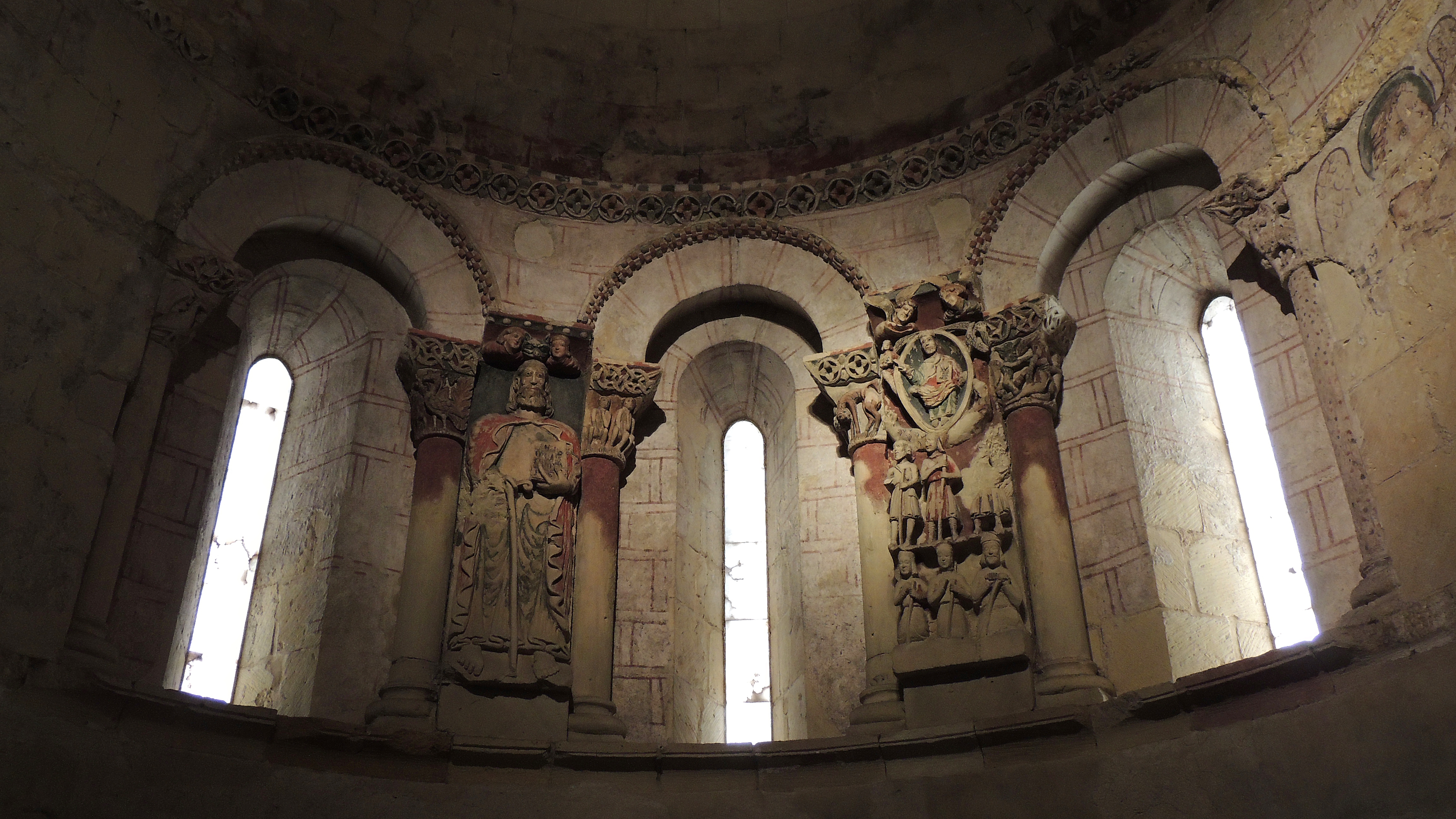
Interior del ábside de la iglesia

Románica, como se comprueba en el ábside que se puede contemplar desde el exterior aunque de manera parcial, ya que está oculto por una construcción posterior. Consta de nave principal y lateral correspondiente al lado del Evangelio. El templo presenta importantes modificaciones, preferentemente del siglo XVII, que afectan a la nave, cubierta, torre y fachada meridional. En el interior del ábside, recuperado tras una acertada intervención en 2009, flanqueando la ventana central, se muestran dos relieves policromados, de gran tamaño y singular iconografía, que aparece flanqueados por columnas cilíndricas y capiteles historiados. De estilo románico, se han datado a comienzos del siglo XIII.
El relieve de la izquierda del espectador, representa una figura frontal, con cayado en la mano derecha y un libro en la izquierda, con dos ángeles flanqueando su cabeza. Se estima que puede ser una representación de Santiago. El relieve de la derecha, presenta tres niveles narrativos, el superior muestra al Pantocrátor, inscrito en la almendra mística, y rodeado de los Tetramorfos. En el siguiente nivel aparecen, de cuerpo entero, tres personajes con sus cayados, se ha planteado la hipótesis de que pudiera tratarse de peregrinos jacobeos. En el nivel inferior se muestran, de medio cuerpo, de izquierda a derecha, una mujer y dos varones; podría tratarse de la reina de Castilla, Beatriz de Suabia, su esposo Fernando III el Santo, y el obispo Bernardo de Segovia y señor de Turégano. Los tres peregrinaron a Santiago de Compostela en 1232.
El presbiterio acoge el retablo central de estilo barroco.
El templo custodia numerosos y valiosos objetos litúrgicos y devotos, procedentes de las iglesias desaparecidas en la localidad.

#### Museo forestal

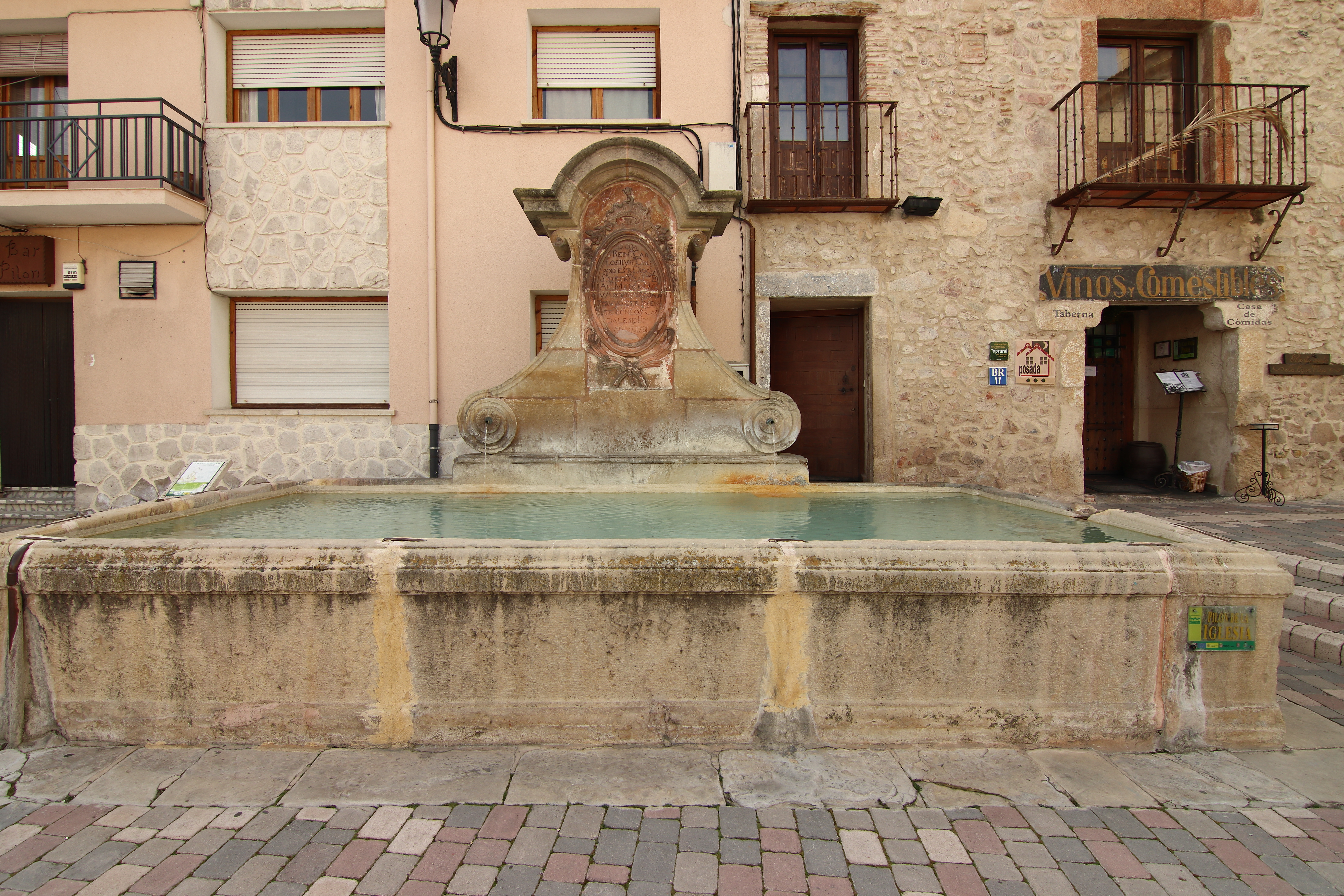
Fuente de 1781 en plaza de Santiago

Situado a tres kilómetros de la villa, en un pinar, tiene su sede en la antigua Casa del Ingeniero restaurada al efecto. Muestra las diversas especies de pinos de la zona y la flora relacionada con ellos, e informa sobre las formas de explotación tradicional del pinar: madera, resina, piñones, piñas y caza, así como sobre los utensilios utilizados a lo largo del tiempo. Pone énfasis en el cambio experimentado a mediados el siglo XIX cuando la explotación de la resina se industrializó y favoreció el progreso de la comarca.

### Patrimonio inmaterial
- Fiestas en Honor al Dulce Nombre de María, alrededor del primer domingo de septiembre La Función;
- Feria de San Andrés el fin de semana más cercano al 30 de noviembre;
- Semana Santa el domingo siguiente a la primera luna llena del equinoccio de primavera;
- Fiesta de la Juventud el primer fin de semana de julio;